# HouseSitter
HouseSitter is een Amerikaanse romantische komedie uit 1992 van Frank Oz met in de hoofdrollen onder meer Steve Martin en Goldie Hawn.

## Verhaal
De weinig succesvolle architect Newton Davis (Steve Martin) heeft voor zichzelf en zijn vriendin Becky (Dana Delany) een prachtig huis ontworpen en laten bouwen. Wanneer zij zijn huwelijksaanzoek afwijst en ze uit elkaar gaan, wil hij er niet in zijn eentje wonen en blijft het leeg staan. Hij vertelt dit verhaal aan serveerster Gwen (Goldie Hawn), met wie hij een onenightstand beleeft. Hij laat per ongeluk de bouwtekening bij haar achter, waarna zij een kijkje gaat nemen. Gwen, die bepaald geen moeite heeft met een leugentje meer of minder, vindt het huis mooi en besluit er zonder toestemming in te trekken. Als ze Newtons ouders tegenkomt, liegt ze dat ze zijn vrouw is. Als Newton hierachter komt, is hij aanvankelijk boos, maar dan beseft hij dat hij Gwen kan gebruiken om Becky jaloers te maken en terug te winnen.

## Rolverdeling
| Acteur         | Personage                    | Opmerkingen                   |
| -------------- | ---------------------------- | ----------------------------- |
| Steve Martin   | Newton Davis                 |                               |
| Goldie Hawn    | Gwen Duncle/Buckley/Phillips |                               |
| Dana Delany    | Becky Metcalf                | Newtons (voormalige) vriendin |
| Julie Harris   | Edna Davis                   | Newtons moeder                |
| Donald Moffat  | George Davis                 | Newtons vader                 |
| Peter MacNicol | Marty                        |                               |